# とりあえず解散ッス。すんませんッス。
『とりあえず解散ッス。すんませんッス。』(とりあえずかいさんッス すんませんッス)は、YELLOW FRIED CHICKENzのライブ・ビデオ。

## 概要
- 2012年7月4日に日本武道館で行われた解散ライブ『YELLOW FRIED CHICKENz 煌☆雄兎狐塾 －破秘婆酒日解散祭－“泣くのは辞めな、笑ってサヨナラしましょうねぇ”』の模様を収録している。ちなみに、ライブが行われたこの日は、塾生筆頭GACKTの誕生日である。
- 5曲目の「SPEED MASTER」、7曲目の「EPISODE.0」、10曲目「VANILLA」、12曲目の「JESUS」は、前年に開催されたツアーの時も演奏した曲である。なお、いずれも7人体制でのバージョンはスタジオ音源化されていない。

## 演奏
- GACKT - 塾生筆頭 / Vocal
- JON - Vocal / 塾生補佐
- YOU - 左勇弦 / Guitar
- CHACHAMARU - 右義弦 / Guitar
- TAKUMI - 真巧弦 / Guitar
- U:ZO - 護弦 / Bass
- SHINYA - 打堕 / Drums

## 収録曲
1. HISTORY
2. CIRCLE [.com]
オープニングナンバー。この日がライブ初演奏。
3. THE END OF THE DAY [.eu]
4. 最終通告COUNTDOWN [.jp]
この日がライブ初演奏。イントロなどで、炎が上がる演出がなされる。
5. SPEED MASTER [.jp]
これまでのライブで定番となっていたスモークが上がる演出はこの日は無かった。
6. LAST KISS [.jp]
7. EPISODE.0 [.jp]
イントロなどで、スモークが上がる演出がなされる。
8. MIND FOREST [.com]
9. 妄想GIRL [.com]
間奏でGACKTが先にネクタイを外した後、Yシャツを破き、同様にJONもネクタイを外した後、Yシャツを破き、2人揃ってYシャツを客席に投げ入れる演出がある。
10. VANILLA [.jp]
キーを下げての演奏。ラストサビの途中で銀テープが発射される。
11. 恋愛DRIVER ～Fooさんの歌～ [.jp]
この日がライブ初演奏。イントロなどで、スモークが上がる演出がなされる。
12. JESUS ☆解散祭EDIT☆
キーを下げての演奏。
13. YOU ARE THE REASON [.eu]
14. ALL MY LOVE [.jp]
本編ラストナンバー。
15. ～塾生筆頭破密婆酒日～
前半は事前収録されたVTRを流し、後半は実際の会場でメンバーが作ったバースデーケーキが登場する。
16. また、ここで逢いましょッ [.jp] 
アンコールナンバー。
17. ENDING